# Peter Hammill
Peter Joseph Andrew Hammill (1948. november 5.) angol énekes és dalszerző, a progresszív rockot játszó, Van der Graaf Generator alapító tagja. Hírnevét leginkább szólólemezeivel szerezte, melyeken ő maga producerkedett. 1978 óta házas, felesége Hilary, akitől három gyermeke született azóta.

## Diszkográfia

### Stúdióalbumok
- Fool's Mate (1971 július)
- Chameleon in the Shadow of the Night (1973 május)
- The Silent Corner and the Empty Stage (1974 február)
- In Camera (1974 július)
- Nadir's Big Chance (1975 február)
- Over (1977 április)
- The Future Now (1978 szeptember)
- pH7 (1979 szeptember)
- A Black Box (1980 augusztus)
- Sitting Targets (1981 június)
- Enter K (1982 október)
- Loops and Reels (1983 június)
- Patience (1983 augusztus)
- Skin (1986 március)
- And Close As This (1986 november)
- In a Foreign Town (1988 november)
- Out of Water (1990 február)
- The Fall of the House of Usher (1991 november)
- Fireships (1992 március)
- The Noise (March 1993 március)
- Roaring Forties (1994 szeptember)
- X My Heart (March 1996 március)
- Everyone You Hold (1997 június)
- This (1998 október)
- None of the Above (2000 április)
- What, Now? (2001 június)
- Clutch (2002 október)
- Incoherence (2004 március)
- Singularity (2006 december)
- Thin Air (2009 június)
- Consequences (2012)
- ...All That Might Have Been... (2014)
- From the Trees (2017)
- In Translation (2021)

## Külső hivatkozások
- Peter Hammill hivatalos oldala
- Peter Hammill és Van der Graaf Generator rajongói oldal
- Nem hivatalos Peter Hammill-oldal
- Peter Hammill a progarchives.com oldalán
- Wiki Peter Hammill munkásságáról
- Orosz Peter Hammill és Van der Graaf Generator rajongói oldal